# 鄒魯 (弘治進士)
鄒魯（1460年—？年），字尚儒，四川重慶府江津縣人，民籍，治《春秋》，明朝政治人物。

## 生平
四川鄉試第九名舉人。弘治九年（1496年）中式丙辰科三甲第七十名進士。

## 家族
曾祖鄒子諒；祖父鄒頊，義官；父鄒祐，州學正。母王氏。